# Afonso Godofredo Tenório

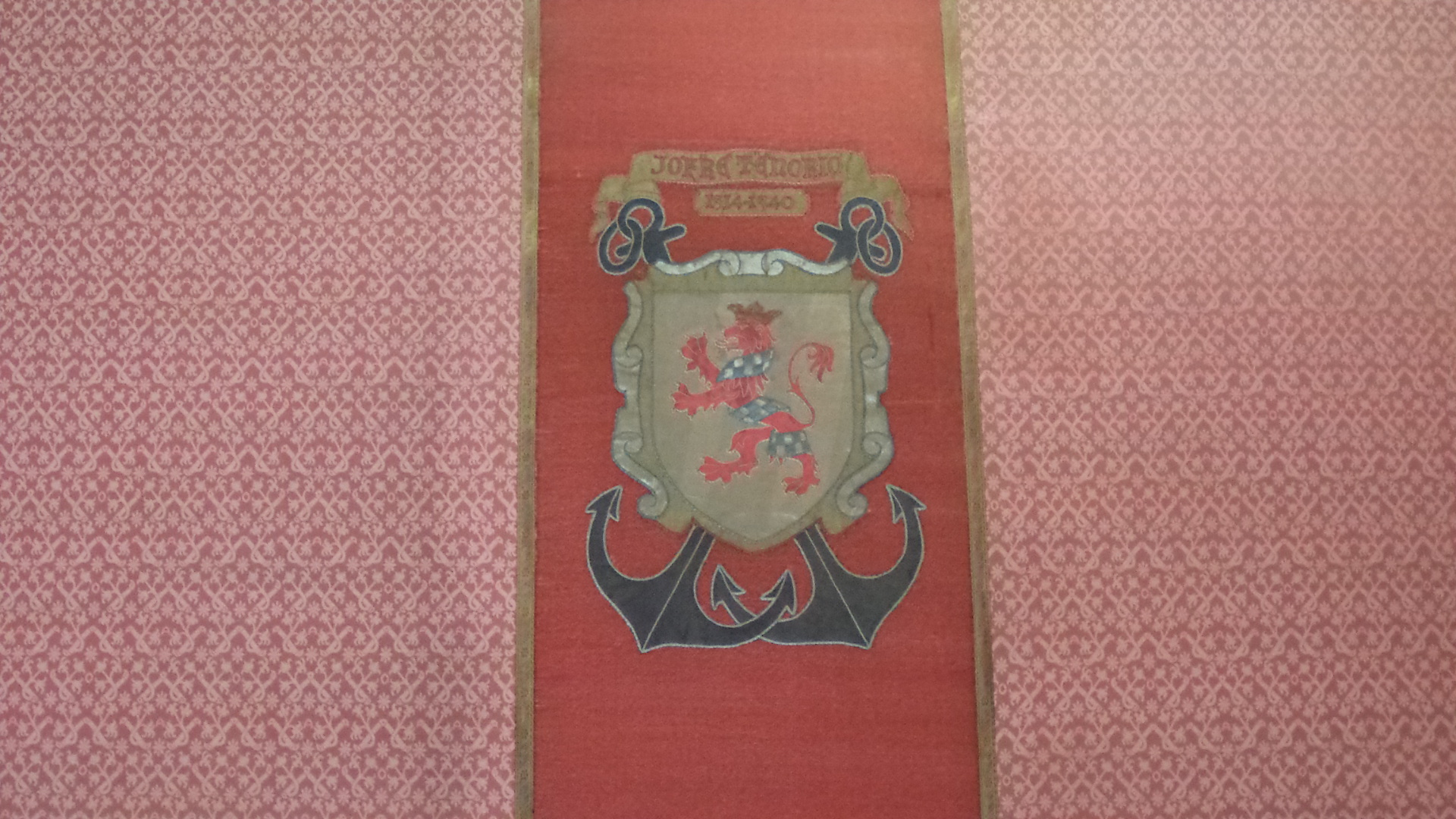
Brasão de armas de Afonso nos Alcáceres Reais de Sevilha

Afonso Godofredo Tenório (em castelhano: Alfonso Jofré Tenorio; m. 16 de abril de 1340) foi o almirante de Castela de 1314 até sua morte. Participou de uma guerra contra o Reino Nacérida de Granada em 1316 e liderou um bloqueio em 1326 durante o qual derrotou a frota granadino-merínida. Em 1333, participou da defesa de Gibraltar contra um cerco granadino-merínida, mas Castela foi derrotada e ele assinou um tratado de 1334 que formalizou a cessão da cidade. Morreu em uma batalha naval contra a frota merínida de Alboácem Ali ibne Otomão no estreito de Gibraltar.